# Prêmio Açorianos de 2017
As cerimônias de entrega do Prêmio Açorianos de 2017 ocorreram em Porto Alegre entre 20 e 25 de março de 2018, premiando destaques das áreas de música, teatro, dança, literatura e artes plásticas. A veradora Marielle Franco foi homenageada durante a entrega dos prêmios aos melhores da dança.

## Prêmio Açorianos de Artes Visuais 2017
- Destaque em Artista: Natalia Schul
- Destaque em Curadoria: Paula Ramos Paulo Gomes pela  Exposição Zoravia Bettiol – O Lírico e o Onírico
- Destaque em Exposição Individual: Entre o acervo e o eStúdio de Marilice Corona
- Destaque em Exposição Coletiva: Salta d’água: dimensões críticas da paisagem, curadoria Diego Hasse e Eduardo Veras e exposição Boite à Dessin do ATELIER D43 Caju Galon, Kelvin Koubik e Teresa Poester
- Destaque em Projeto de Difusão e Inovação: Performance PPPP- Programa Público de Performance Península
- Destaque em Reflexão: Helena Kanaan – Impressões, acúmulos e rasgos: procedimentos litográficos e alguns desvios
- Destaque em Memória: Exposição 4 Mulheres, 1 Centenário na Pinacoteca Ruben Berta
- Destaque em Instituição: Pinacoteca Barão de Santo Ângelo
- Destaque em Fomento: Goethe-Institut
- Prêmio do Júri: Maria Amélia Bulhões
- Prêmio de Reconhecimento: Léo Felipe
- Prêmio Especial Jovem Curador concedido pelo Institut Français e Aliança Francesa: Charlene Cabral Pinheiro[2]

## Prêmio Açorianos de Dança 2017
- Espetáculo do Ano: Atma, de Carol Martins, Juliana Coutinho e Renata Ibis
- Direção: Fernanda Bertoncello Boff - Pequenices: Mini Peça Viajante de Dança
- Bailarino: Elias Junior - Retalhos
- Bailarina: Letícia Paranhos - Sopros
- Coreografia: Daniel Aires, Fellipe Resende, Richard Salles, Verônica Prokopp - Vicent
- Cenografia: Natália Bandeira e Luís Cocolichio - Pequenices: Mini Peça Viajante de Dança
- Iluminação: Mirco Zanini - Atma
- Figurino: Luis Augusto Lacerda - O Feminino Sagrado: Um Olhar Descendente Da Mitologia Africana
- Trilha Sonora: Jorge Peña e Duda Cunha - O Sentido se Sente com o Corpo
- Produção: Carol Martins - Atma
- Destaque em Balé: Rony Leal - Rony Leal: Les Grands Pas de Deux Classiques
- Destaque em Sapateado: Gabriela Santos
- Destaque em Flamenco: Ana Medeiros - Ay mi Amor! e Casino de Sevilla
- Destaque em Dança do Ventre: Stars Belly Dance Brasil
- Destaque em Danças Urbanas: Juan Chi - Scandal
- Destaque em Dança Contemporânea: Diversos Corpos Dançantes/Carla Vendramin
- Destaque em Jazz: POA Jazz
- Destaque em Danças Folclóricas e Étnicas: 20ª Alma Cigana, Ritos, Cantos e Magia
- Destaque em Dança de Salão: Dança para o Futuro
- Destaque em Novas Mídias: Um olhar através de
- Destaque em Projeto de Formação e Difusão em Dança: Oficina de Danças Urbanas[3]

## Prêmio Açorianos de Literatura 2017
- Infantil: Venturinha, o amigo do vento, de Luiz Coronel, Mecenas Editora e Projetos Culturais
- Infanto-Juvenil: Jubarte, de Luís Dill, Editora do Brasil
- Crônica: Um Lugar na Janela 2 – relatos de viagem, de Martha Medeiros, Editora L&PM
- Conto: Não há amanhã, de Gustavo Melo Czekster, Editora Zouk
- Poema: João e Maria – Dúplice coroa de sonetos fúnebres, de Leonardo Antunes, Editora Patuá
- Narrativa Longa: Homens Elegantes, de Samir Machado de Machado, Editora Rocco
- Ensaio de Literatura e Humanidades: As Marcas do Cárcere, de Leandro Ayres França, Alfredo Steffen Neto e Alysson Ramos Artuso, Editora IEA
- Especial: A Força do Tempo – histórias de um repórter fotográfico brasileiro, de Ricardo Chaves (Kadão Chaves), Editora Libretos
- Livro do Ano: João e Maria – Dúplice coroa de sonetos fúnebres, de Leonardo Antunes, Editora Patuá. Categoria Poema[4]

## Prêmio Açorianos de Música 2017
- Projeto Gráfico: Doze Cantos Ibéricos (M.A.Vasconcellos & Martin Cesar)
- DVD Do Ano: Gaita Na Fábrica (Renato Borghetti)
- Revelação: Instrumental Picumã
- Espetáculo Do Ano: Bamo Lá (Quartchêto)
- Arranjador: Angelo Primon (Quintais Do Mundo)
- Produtor Musical: Daniel Sá (Gaita Na Fábrica – Renato Borghetti)
- Disco do Ano:  Música para Flauta de Compositores Gaúchos de Leonardo Winter

MPB
- Compositor: Guto Leite (Dez Canções Sem As Quais Você Não Poderá Viver Nem Mais Um Segundo)
- Intérprete: Danny Calixto (Quintais Do Mundo)
- Instrumentista: Angelo Primon (Quintais Do Mundo)
- Disco: Poa_MVD (Pablo Lanzoni)

Regional
- Compositor: Mário Barbará (Desgarrados)
- Intérprete: Shana Müller (Canto De Interior)
- Instrumentista: Pedrinho Figueiredo (Gaita Na Fábrica – Renato Borghetti)
- Disco: Doze Cantos Ibéricos (M.A.Vasconcellos & Martin César)

Erudito
- Compositor: Dimitri Cervo (Música Para Flauta De Autores Gaúchos)
- Intérprete: Leonardo Winter (Música Para Flauta De Autores Gaúchos)
- Instrumentista: Catarina Domenici (Música Para Flauta De Autores Gaúchos)
- Disco: Música Para Flauta De Autores Gaúchos (Leonardo Winter)

POP
- Compositor: Ramiro Macedo (Caosmos – Pássaro Vadio)
- Intérprete: Angelica Rizzi (Se Somos Nós – Angelica Rizzi)
- Instrumentista: Carlinhos Weiss (Viola Pop Rock – Carlinhos Weiss)
- Disco: Caosmos (Pássaro Vadio)

Instrumental
- Compositor: Thiago Colombo (Latin Guitar Connections)
- Intérprete: Gabriel Selvage (Flor Y Truco – Gabriel Selvage)
- Instrumentista: Thiago Colombo (Latin Guitar Connections)
- Disco: Instrumental Picumã (Instrumental Picumã)[5]

## Prêmio Açorianos de Teatro 2017
- Atriz Revelação: Dani Reis  por Vermelho Esperança
- Ator Revelação: Lauro Fagundes por GRANDES bênçãos/daDIVAS preciosas
- Diretor Revelação: Anita Coronel por Vermelho Esperança
- Espetáculo Revelação + Prêmio RBS TV: Família Labdácidas
- Cenografia: Rodrigo Shalako por Imobilhados
- Figurino: Daniel Lion por Chapeuzinho Vermelho
- Iluminação: Guto Grecca por Valsa #6
- Trilha Sonora: Leonardo Machado,  Priscilla Colombi e grupo por Fala do Silencio
- Produção: grupo Máscara EnCena por Imobilhados
- Dramaturgia: Luciano Mallamann por Ícaro
- Atriz Coadjuvante:  Ângela  Spiazzi por Bernarda
- Ator coadjuvante: Henrique Gonçalves por Chapeuzinho Vermelho
- Atriz: Denizeli Cardoso por Nas  Sombras do Coração
- Ator: Andrew Tassinari por Prata Paraíso
- Direção: Liane Venturella por Imobilhados
- Espetáculo + Prêmio RBS TV: Prata Paraíso [6]